# Curtiss-Wright CW-21
Curtiss-Wright CW-21 Demon (Curtiss-Wright Model 21 Demonstrator, Curtiss-Wright CW-21 Interceptor) – amerykański samolot firmy Curtiss-Wright Corporation będący przykładem idei budowy taniego i lekkiego samolotu myśliwskiego gdzie bardzo dobre parametry lotu, prędkość i wznoszenie osiągano kosztem braku opancerzenia i samouszczelniających się zbiorników paliwa.

## Historia

### Prototyp
W ciągu dekady lat 30. i początku 40. ubiegłego wieku w Stanach Zjednoczonych rodziła się koncepcja taktyki użycia samolotów myśliwskich. Jedną z dróg poszukiwań roli i zadań jakie miały spełniać tego typu maszyny była idea budowy taniego i lekkiego samolotu myśliwskiego, który dzięki swojej niewielkiej masie charakteryzowałby się bardzo dobrymi parametrami lotu. Przykładem takiej maszyny był CW-21. Bazując na układzie konstrukcyjnym samolotu Curtiss-Wright CW-19 inżynier George A. Page podjął się w 1938 roku zadania zbudowania lekkiego samolotu myśliwskiego. Nowy samolot był konstrukcją wykonaną z duraluminium z całkowicie zakrytą kabiną. Do napędu maszyny wybrano 9-cylindrowy silnik gwiazdowy Wright Cyclone R-1820-G5 o mocy startowej 1000 KM z trójłopatowym śmigłem. Gotowy prototyp u numerze rejestracyjnym NX19431 oblatany został przez Neda Warrena 22 września 1938 roku. Maszyna zgodnie z oczekiwaniami prezentowała bardzo dobre właściwości lotne. Prędkość wznoszenia wynosiła 24,4 m/s, wartość które późniejsze masowo używane przez aliantów w czasie walk myśliwce osiągnęły dopiero pod koniec II wojny światowej. Maszyną nie były zainteresowane amerykański siły zbrojne z bardzo prostego powodu, stać je było na dużo droższe i zdecydowanie bardziej wielozadaniowe samoloty. Wersją rozwojową CW-21 miała być maszyna oznaczona jako CW-21A, w której zamierzano zastosować silnik rzędowy chłodzony cieczą Alison V-1710, porzucono jednak te plany na korzyść wersji CW-21B. W samolocie zastosowano nowe podwozie zaadaptowane z samolotu CW-23 (dwumiejscowej maszyny opracowanej na bazie CW-21), nowe uzbrojenie składające się z czterech karabinów maszynowych zamontowanych w kadłubie i strzelających poprzez śmigło oraz hydraulicznie wypuszczane klapy zamiast wypuszczanych ręcznie jak to miało miejsce w CW-21. Pomimo braku zainteresowania ze strony amerykańskiej armii, Curtissowi udało się sprzedać samoloty do Chin i Holandii.

### Chiny
Curtiss miał bardzo dobre kontakty handlowe z Chińczykami walczącymi z japońską interwencją. Samolot od razu wzbudził zainteresowanie Chińczyków. 24 stycznia 1939 roku prototypowy samolot dotarł na pokładzie okrętu do Rangunu w Birmie. Po złożeniu samolot został dostarczony drogą lądową do Chin gdzie oblatano go i zaprezentowano chińskim władzom wojskowym. Maszyna wykonała kilka próbnych walk z wykorzystywanymi przez chińskie lotnictwo samolotami Dewoitine D.510, I-15 i I-16. Rezultaty były na tyle zadowalające, że Chińczycy podjęli decyzję o uruchomieniu na miejscu licencyjnej produkcji samolotu w zakładach Central Aircraft Manufacturing Company. Ostatecznie w maju podpisano kontrakt na dostarczenie trzech gotowych samolotów i 27, które miały być zmontowane na miejscu. Prototypowy CW-21 biorący udział w pokazach dla Chińczyków został przez nich zakupiony. Samolot ten, z pilotem oblatywaczem Curtissa, Robertem Fauselem na pokładzie brał udział wspólnie z inną maszyną wytwórni Curtiss P-36 Hawk w przechwyceniu formacji japońskich bombowców Fiat BR.20. Fausel ostrzelał jeden z bombowców na tyle skutecznie, iż ten rozbił się podczas przymusowego lądowania. Niestety po przejęciu przez chińskie lotnictwo prototypowy CW-21 uległ rozbiciu. Od marca do kwietnia 1940 roku zakłady Curtissa w Saint Louis wybudowały zamówione przez chińczyków trzy samoloty (o rejestracjach NX194441, NX194442 i NX194443). Maszyny posiadając cywilne rejestracje nie miały zamontowanego uzbrojenia, którego montaż miał nastąpić dopiero w Chinach. Jedna z maszyn miała zainstalowane dodatkowe zbiorniki paliwa (NX194442). 4 kwietnia 1940 roku ukończony trzeci samolot został zaprezentowany United States Army Air Corps. Podczas lądowania doznał nieznacznego uszkodzenia. W maju wszystkie trzy maszyny wysłano drogą morską do Rangunu gdzie pozostawały aż do początków 1941 roku. Tymczasem 27 października 1940 roku Japończycy zbombardowali zakłady Central Aircraft Manufacturing Company. Zmusiło to Chińczyków do przeniesienia całej produkcji w góry, opóźniło to znacząco cały proces montażu zamówionych CW-21. Pozostające w Rangunie samoloty po przebazowaniu do Taungngu przejęła jednostka American Volunteer Group, słynne Latające Tygrysy. Po japońskim ataku na Birmę samoloty weszły w skład 1 i 2 Dywizjonu formacji. W grudniu 1941 roku wszystkie trzy samoloty zostały utracone podczas próby przechwycenia japońskich samolotów rozpoznawczych. Nie lepszy los był udziałem maszyn montowanych przez Chińczyków. Postępy japońskiej armii zmusiły chińczyków do przeniesienia linii montażowej do zakładów Hindustan Aviation w Indiach, gdzie z racji posiadania już maszyn lepszych, wszechstronniejszych i opancerzonych, nie podjęto się już dokończenia ich budowy. Według niektórych źródeł, jeszcze przed ewakuacją udało się zmontować dwa samoloty.

### Holandia

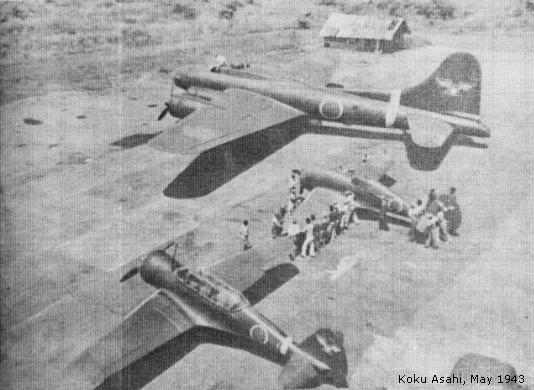
Japońskie zdobycze wojenne, bombowiec B-17, Curtiss-Wright CW-22 a pośrodku zdjęcia CW-21B

17 kwietnia 1940 roku Holandia zamówiła 24 myśliwce w wersji CW-21B, które otrzymały nazwę Interceptor wraz z częściami zapasowymi, wśród których znalazło się sześć zapasowych silników i sześć dodatkowych radiostacji. W swoich samolotach Holendrzy planowali zamontować własne karabiny maszynowe belgijskiej produkcji. Po niemieckim ataku na Holandię i jej zajęciu, zamówione samoloty zostały przekazane na rzecz Holenderskich Indii Wschodnich, do których drogą morską dostarczono wszystkie zamówione samoloty do grudnia 1940 roku. Na miejscu zmontowano jedynie 17 maszyn pozostawiając pozostałe w rezerwie. 1 marca 1940 roku w ramach Militaire Luchtvaart van het Koninklijk Nederlands-Indisch Leger (Królewskie Holenderskie Siły Powietrzne Indii Wschodnich) utworzono jednostkę 2e Afdeling IVe Vliegtuiggroep, w skład której weszły CW-21B. Jeden samolot został przekazany do szkolenia mechaników. Do czasu wybuchu wojny na Pacyfiku w wyniku wypadku utracono jeden z samolotów wraz z pilotem. Po wybuchu wojny pierwsze duże starcie z japońskim lotnictwem miało miejsce 3 lutego 1942 roku. Zadaniem Holendrów i maszyn amerykańskich była obrona bazy morskiej w Surabaja. Nad port nadleciały japońskie bombowce Mitsubishi G4M eskortowane przez myśliwce Mitsubishi A6M2. W powietrze poderwanych zostało dwanaście holenderskich CW-21B i 6 amerykańskich Curtiss P-40 Warhawk. Japończycy dokonali pogromu holenderskich maszyn, z dwunastu które wystartowały w ciągu trzydziestu minut walk stracono 9 CW-21 a jeden został uszkodzony. Holendrzy zestrzelili prawdopodobnie dwa A6M2. Dwa dni później Japończycy powrócili nad port. Z czterech wysłanych w powietrze CW-21B dwa zostały uszkodzone, jedna z maszyn musiała przymusowo lądować a druga pomimo uszkodzeń dotarła bezpiecznie na lotnisko. Holendrzy dysponując teraz jedynie 6 maszynami typu CW-21B (w tym dwie w naprawie) wycofali się. 19 lutego 1942 roku podczas japońskiego nalotu utracono na ziemi naprawiane CW-21B. W tym samym dniu jeden z samolotów został utracony w wyniku przymusowego lądowania po misji przechwycenia nieprzyjacielskiego nalotu na Bandung. 24 lutego tego samego roku klucz czterech CW-21B starł się z samolotami Nakajima Ki-43. Efektem była strata kolejnych trzech samolotów w tym jednego strąconego ogniem własnej artylerii przeciwlotniczej. Kilka dni później ostrzelany i zniszczony na ziemi został kolejny CW-21B. 1 marca 1942 roku Japończycy wylądowali na Jawie. Podczas ewakuacji lotniska zniszczono dwa zmagazynowane i niezmontowane CW-21B. 2 marca utracono kolejnego CW-21B podczas walki z myśliwcami Ki-43. 9 marca Jawa została zdobyta. Na wyspie Japończycy przechwycili co najmniej jednego zdatnego do lotu CW-21B. Samolot ten wraz z innymi zdobycznymi maszynami aliantów badany był przez specjalistów z Sił Powietrznych Marynarki Wojennej w Centrum Badań Techniki Lotniczej (Koku Gijutsu Kenkyujo) w Tachikawa. Prawdopodobnie ten sam samolot został odnaleziony po kapitulacji Japonii w Singapurze.

## Konstrukcja
CW-21 był całkowicie metalowym, wolnonośnym dolnopłat napędzanym pojedynczym silnikiem gwiazdowym Wright Cyclone R-1820-G5 wyposażoną w dwubiegową sprężarkę mechaniczną. Silnik poruszał trójłopatowe śmigło o stałej prędkości obrotowej. Jednodźwigarowe skrzydła o trapezowym obrysie, skośnej krawędzi natarcia i prostej krawędzi spływu. Podwozie trójpodporowe z tylnym podparciem. Główne chowane do tyłu do komór umieszczonych w skrzydłach, stałe kółko ogonowe. Dwa zbiorniki paliwa umieszczone w przykadłubowej części skrzydeł.

## Uzbrojenie
W wersji CW-21 samolot posiadał dwa kadłubowe karabiny maszynowe strzelające poprzez śmigło. Jeden kalibru 12,7 mm, drugi kalibru 7,62 mm. Samoloty przeznaczone dla Chin miały zainstalowane cztery karabiny maszynowe, dwa kalibru 12,7 mm z zapasem amunicji wynoszącym 400 pocisków na lufę i dwa kalibru 7,62 mm z zapasem amunicji 1000 pocisków na lufę. W samolotach wersji CW-21B zamontowano cztery karabiny kalibru 7,62 mm pomimo próśb Holendrów o zastąpienie dwóch karabinów 7,62 mm, karabinami 12,7 mm. Curtiss nie zgodził się na taką modyfikację. Uwzględnił jednak prośbę likwidacji dodatkowych zbiorników paliwa zainstalowanych na potrzeby Chińczyków.